# Sedlo za Kraviarskym
Sedlo za Kraviarskym (1230 m) – przełęcz na północnej stronie Małej Fatry Krywańskiej w paśmie Mała Fatra na Słowacji. Znajduje się w bocznym grzbiecie odchodzącym od wschodniego czuba Koniarek (1525 m) na północ. Grzbiet ten oddziela dolinę Veľká Bránica (po zachodniej stronie) od Vrátnej doliny i jej odnóg (po wschodniej stronie). Spod przełęczy w północno-wschodnim kierunku opada Dolina za Kraviarskym będąca odnogą Starej doliny (ta zaś jest odnogą Vrátnej doliny).
Nazwa przełęczy pochodzi od wznoszącego się po jej północnej stronie szczytu Kraviarske (1361 m). Rejon przełęczy jest trawiasty. Krzyżują się na niej dwa szlaki turystyczne. Jest to przełęcz dość wybitna; Koniarky wznoszą się ponad nią 295 m, Kraviarske 131 m.

## Szlaki turystyczne
Stará dolina – Sedlo za Kraviarskym. Czas przejścia: 1.15 h, ↓ 1 h
  Starý dvor – Príslop – Baraniarky – Maľe sedlo – Žitné – Veľké sedlo – Kraviarske – Sedlo za Kraviarskym – Chrapáky – Snilovské sedlo.